# Eucalyptus shirleyi
Eucalyptus shirleyi är en myrtenväxtart som beskrevs av Joseph Henry Maiden. Eucalyptus shirleyi ingår i släktet Eucalyptus och familjen myrtenväxter. Inga underarter finns listade i Catalogue of Life.